# Cantó de Quiberon
El cantó de Quiberon (bretó Kanton Kiberen) és una divisió administrativa francesa situat al departament d'Ar Mor-Bihan a la regió de Bretanya.

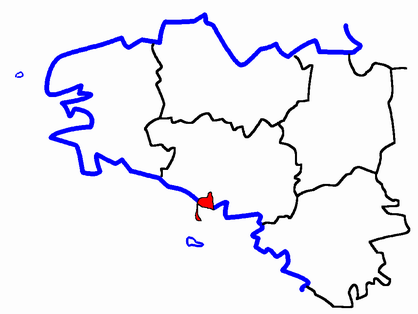
Situació del cantó

## Composició
El cantó aplega 7 comunes :
| Nom francès           | Nom bretó         | Població | km²   | Codi Postal | Codi INSEE |
| Carnac                | Karnag            | 4.444    | 32,71 | 56340       | 56034      |
| Île de Hœdic          | Edig              | 117      | 2,08  | 56170       | 56085      |
| Île d'Houat           | Houad             | 335      | 2,91  | 56170       | 56086      |
| La Trinité-sur-Mer    | An Drindeg-Karnag | 1.530    | 6,20  | 56470       | 56258      |
| Plouharnel            | Plouharnel        | 1.700    | 18,32 | 56340       | 56168      |
| Quiberon              | Kiberen           | 5.073    | 8,83  | 56170       | 56186      |
| Saint-Pierre-Quiberon | Sant-Pêr-Kiberen  | 2.165    | 7.54  | 56510       | 56234      |
| Cantó                 | Kiberen           | 15.364   | 78,59 | -           | 5630       |

## Evolució demogràfica
| 1962   | 1968   | 1975   | 1982   | 1990   | 1999   |
| ------ | ------ | ------ | ------ | ------ | ------ |
| 13.938 | 13.927 | 13.913 | 14.314 | 14.666 | 15.364 |

## Història
| Data d'elecció                           | Identitat     | Partit        | Qualitat |
| ---------------------------------------- | ------------- | ------------- | -------- |
| 2004-                                    | Gérard Pierre | Divers droite |          |
| les dades anteriors no són pas conegudes |               |               |          |
|                                          |               |               |          |